# こいまち
『こいまち』は、1999年1月12日から3月16日まで毎週火曜日22時 - 22時54分に、関西テレビ制作・フジテレビ系の「火曜22時枠」で放送された日本のテレビドラマ。
毎回全国各地の地方を舞台に、ラブストーリーを展開していく1話完結型のオムニバスドラマである。

## キャスト

### 第1話
帯広・1億円の略奪愛・飛べ!どこへでも
- 藤崎晶子：清水美砂
- 竹原亮介：世良公則
- 藤崎未央：邑野未亜
- 藤崎雄一：大杉漣
- 桜金造
- 丹古母鬼馬二

### 第2話
高知・激走200キロ!追いかけろ 結婚!
- 日比野遥子：高橋由美子
- 諸積良：高知東生
- 諸積美雪：吉野静華
- 矢沢サチ：徳永廣美
- 菊地香織：小林かおり
- 小中秀人：佐久間哲
- 池田康夫：光石研
- 日比野千夏：直瀬遥歩
- 日比野虎二：蟹江敬三
- 庄吉：出光元
- 里子：前沢保美

### 第3話
長崎・雲仙恋人と10年ぶりの再会・私が愛したゴースト
- 岸川直子：小林聡美
- 安宅純一：山本太郎
- 島村俊之：野村祐人
- 野口三四郎：甲本雅裕
- 真船太郎：渡辺航
- 早苗：赤間麻里子
- 文ちゃん：神戸浩
- 水島かおり

### 第4話
広島・尾道あの人の匂いが私を惑わす…ダブル恋愛
- 秋山圭子：櫻井淳子
- 川島悟：林泰文
- 川島良江：藤田弓子
- 富田祐介：夏八木勲
- 日野陽仁

### 第5話
新潟十日町編・すべては嘘から…主婦・麻子の男
- 北村麻子：七瀬なつみ
- 倉田浩平：風間トオル
- 北村翔太：谷野欧太
- 高津千恵：布施あい子
- 北村英介：長谷川初範

### 第6話
伊豆・伊東男知らず39才女の大恋愛…操、守ります!
- 泉川操：室井滋
- 進藤祐介：中村俊介
- 神山泰造：山崎一
- 林田志乃：松美里杷
- 森下涼子：森下涼子
- 香：畠山明子
- 泉川修子：淡路恵子
- ホスト：中家正道
- 竹上社長：須永慶

### 第7話
秋田阿仁町失恋ツアー・ぶなの森に抱かれて
- 天野玲美：大塚寧々
- 山根課長：宮川一朗太
- 飯田桃子：松田美由紀
- 山田緑：ふせえり
- 北条千都：滝沢涼子
- 島岡茜：加藤めぐみ
- 大槻幸恵：南明子
- 大江山いくの：中島陽子
- 名村英子：宮越暁子
- 今藤課長：菅原大吉
- 定岡健児：武田歩
- 定岡梓：高橋亜美
- 定岡拓史：伊原剛志
- 森下能幸

### 第8話
島根・松江二人の男との愛…さよならはキスのあとで
- 横田智恵：有森也実
- 桜井源一郎：大鶴義丹
- 吉崎真寿美：長田江身子
- 晴山梅夫：大森嘉之
- 徹：美木良介
- 初子：白川和子
- マスター：大河内浩

### 第9話
京都・老舗のニセ婚約者・適切な関係?
- 大石涼子：戸田菜穂
- 川村敏彦：河相我聞
- 水野多香子：鮎ゆうき
- 美久：中嶋美智代
- 山根：本郷慎一郎
- 中村：川屋せっちん
- 辰蔵：下川辰平
- 酒井部長：岸部一徳

### 第10話
横浜から長野へ・素敵な夢を叶えましょう
- 久田啓介：的場浩司
- 宮原翔子：大河内奈々子
- 秋野恵：高橋かおり
- 宮村亮太：海部剛史
- 花形みすず：三原じゅん子
- 監督：藤原喜明

## スタッフ
- 脚本：水島総、浪江裕史、尾崎将也、畑嶺明、長谷川康夫、石川彰
- 演出：水島総、小松隆志、今関あきよし、笠置高弘
- プロデュース：水島総、都竹廣明、井上文雄、古江薫
- 主題歌：サザンオールスターズ「素敵な夢を叶えましょう」（タイシタレーベル）

## 放送日程
| 各話                                   | 放送日  | サブタイトル                                       | 脚本       | 演出         | 視聴率 |
| -------------------------------------- | ------- | -------------------------------------------------- | ---------- | ------------ | ------ |
| 第1話                                  | 1月12日 | 帯広1億円の略奪愛・飛べ! どこへでも                | 水島総     | 水島総       | 9.2%   |
| 第2話                                  | 1月19日 | 高知激走200キロ! 追いかけろ結婚!                   | 浪江裕史   | 小松隆志     | 8.0%   |
| 第3話                                  | 1月26日 | 長崎・雲仙恋人と10年ぶりの再会・私が愛したゴースト | 水島総     | 水島総       | 7.6%   |
| 第4話                                  | 2月02日 | 広島・尾道あの人の匂いが私を惑わす…ダブル恋愛      | 尾崎将也   | 今関あきよし | 5.3%   |
| 第5話                                  | 2月09日 | 新潟十日町編・すべては嘘から…主婦・麻子の男        | 畑嶺明     | 小松隆志     | 9.5%   |
| 第6話                                  | 2月16日 | 伊豆・伊東男知らず39才女の大恋愛…操、守ります!     | 長谷川康夫 | 水島総       | 8.4%   |
| 第7話                                  | 2月23日 | 秋田阿仁町失恋ツアー・ぶなの森に抱かれて           | 水島総     | 水島総       | 8.2%   |
| 第8話                                  | 3月02日 | 島根・松江二人の男との愛…さよならはキスのあとで    | 石川彰     | 今関あきよし | 8.1%   |
| 第9話                                  | 3月09日 | 京都・老舗のニセ婚約者・適切な関係?                | 浪江裕史   | 笠置高弘     | 8.2%   |
| 最終話                                 | 3月16日 | 横浜から長野へ・素敵な夢を叶えましょう             | 水島総     | 水島総       | 7.7%   |
| 視聴率は関東地区・ビデオリサーチ社調べ |         |                                                    |            |              |        |